# Воркутинская епархия
Воркути́нская епа́рхия — епархия, входящая в состав Сыктывкарской митрополии Русской православной церкви, объединяющая приходы и монастыри в пределах Воркутинского, Вуктыльского, Интинского, Усинского городских округов, а также Ижемского, Печорского и Усть-Цилемского районов Республики Коми.

## История
В октябре 2013 года информационное агентство БНК писало, что Сыктывкарская епархия в скором времени будет разделена на две самостоятельных епархии.
20 января 2016 года стало известно, что в Воркуте будет построен кафедральный собор. Тогда же епископ Сыктывкарский и Воркутинский Питирим (Волочков) подтвердил, что епархия в Коми будет разделена на две части — Сыктывкарскую и Воркутинскую.
16 апреля 2016 года решением Священного синода РПЦ была образована Воркутинская епархия, выделенная из состава Сыктывкарской. При этом, в отличие от других подобных случаев, не была образована митрополия в границах региона, в который входят эти две епархии. Сыктывкарская митрополия в составе Сыктывкарской и Воркутинской епархий была учреждена 24 июля 2025 года.

## Епископы
- 24 апреля 2016 — 28 декабря 2017 — Иоанн (Руденко)
- с 8 января 2018 — Марк (Давлетов)

## Благочиния
Епархия разделена на 7 церковных округов:
- Воркутинское благочиние
- Вуктыльское благочиние
- Ижемское благочиние
- Интинское благочиние
- Печорское благочиние
- Усинское благочиние
- Усть-Цилемское благочиние

## Монастыри
- Скоропослушнический монастырь (женский) в Печоре[5]